# 여관구
여관구(呂觀九, 1936년 9월 1일 ~ 2015년 12월 6일, 충북 영동)은 대한민국의 경찰청차장과 서울경찰청장을 지낸 전직 경찰공무원이며, 전문건설 공제조합 이사장을 역임하였다.

## 학력
- 1960년 경희대학교 법학 학사
- 1962년 경찰간부후보 14기 졸업

## 경력
- 1978.02 ~ 1979.02 : 제37대 전라남도 구례경찰서 서장
- 1979.02 ~ 1979.09 : 제31대 경기도 광주경찰서 서장
- 1979.09 ~ 1981.06 : 서울 기동단장
- 1981.06 ~ 1982.06 : 제3대 서울 관악경찰서 서장
- 1982.06 ~ 1983.12 : 제34대 서울 종로경찰서 서장
- 1983.12 ~ 1986.07 : 제8대 청와대 대통령경호실 101경비단 단장
- 1986.07 ~ 1988.07 : 경상남도 경찰국 국장
- 1988.07 ~ 1989.02 : 치안본부 대공부장
- 1989.02 ~ 1989.09 : 제3대 중앙경찰학교 교장
- 1989.09 ~ 1990.06 : 치안본부 제2차장
- 1990.06 ~ 1991.07 : 제45대 전라남도 경찰국 국장
- 1991.07 ~ 1992.07 : 청와대 대통령 비서실 치안 비서관
- 1992.07 ~ 1993.03 : 제2대 경찰청 차장
- 1993.03 ~ 1993.09 : 제3대 서울경찰청 청장
- 1994.03 ~ 1998.09 : 전문건설 공제조합 이사장

## 논란
- 폭력과 손잡은 엘리트들

http://m.chosun.com/svc/article.html?sname=news&contid=1993052372302#Redyho%5B깨진+링크(과거+내용+찾기)%5D
http://www.sisapress.com/news/articleView.html?idxno=117306%5B깨진+링크(과거+내용+찾기)%5D
- 수사검사에 선배들먹 압력의도/여운환씨 구명편지 작성배경

http://m.chosun.com/svc/article.html?sname=news&contid=1993052372202#Redyho%5B깨진+링크(과거+내용+찾기)%5D
"홍준표, 노태우의 '범죄와의 전쟁'에 편승"
[여운환, 홍준표를 쏘다 ⑪] 홍은 왜 그를 타깃으로 삼았나
http://m.ohmynews.com/NWS_Web/Mobile/at_pg.aspx?CNTN_CD=A0002386800
- 여관구 서울 경찰청장,돈 안받겠다는 각서제출 지시

http://imnews.imbc.com/20dbnews/history/1993/1753479_19418.html